# Myrmarachne assimilis
Myrmarachne assimilis — вид павуків родини Павуки-скакуни (Salticidae).

## Поширення
Вид зустрічається на Філіппінах та індонезійській частині острова Калімантан.

## Опис
Тіло завдовжки 7-10 мм. Мірмекоморфний вид. За зовнішнім виглядом і забарвлення тіла нагадує мурах. Крім того він виробляє феромони, через які мурахи сприймають його за представника свого виду. Так павук проникає у гнізда мурах та полює на їхні личинки.